# فیلتر شانه‌ای

ساختار فیلتر شانه‌ای پیش‌خوردی

در پردازش سیگنال، یک فیلتر شانه‌ای (به انگلیسی: comb filter) فیلتری است که با افزودن یک نسخه تاخیردار سیگنال به خود، پیاده‌سازی می‌شود و باعث تداخل سازنده و مخرب می‌شود. پاسخ فرکانسی یک فیلتر شانه‌ای شامل یک سری بریدگی‌های منظم با فاصله بین قله‌هایی با فاصله منظم (گاهی دندانه نامیده می‌شود) است که ظاهر یک شانه را نشان می‌دهد.

## کاربردها

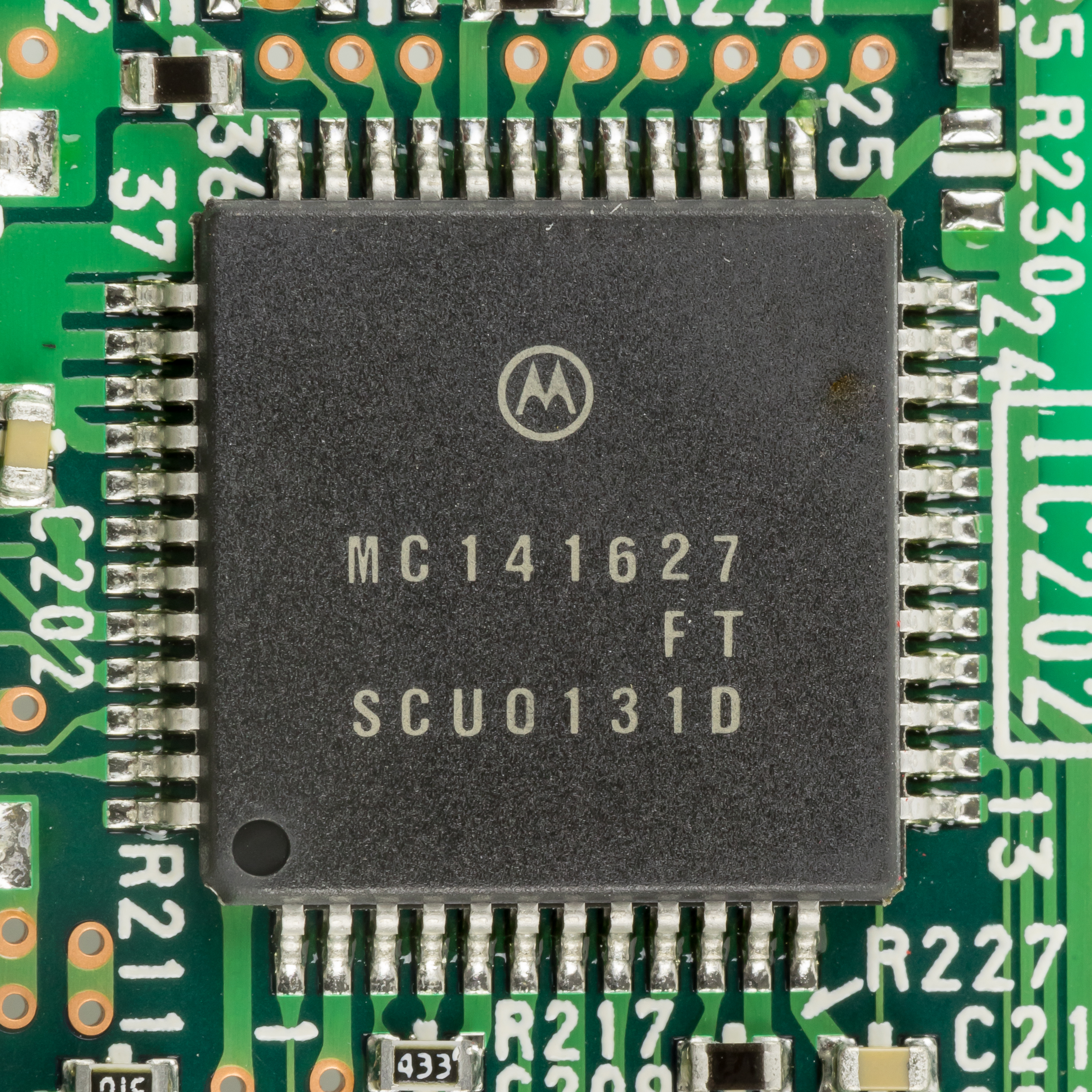
فیلتر شانه‌ای-II پیشرفته پال (ای‌پی‌سی‌اف-II، موتورولا MC141627FT)

فیلترهای شانه‌ای در انواع کاربردهای پردازش سیگنال استفاده می‌شوند، از جمله:
- فیلترهای انتگرال‌گیر-شانه‌ای آبشاری (CIC) که معمولاً برای صاف‌سازی در طول عملیات درونیابی و یکدَهش استفاده می‌شود که نرخ نمونه یک سامانه زمان گسسته را تغییر می‌دهد.
- فیلترهای دوبعدی و سه‌بعدی شانه‌ای که در سخت‌افزار (و گاهی نرم‌افزار) در رمزگشاهای تلویزیون آنالوگ پال و ان‌تی‌اس‌سی پیاده‌سازی می‌شوند، آلایه‌هایی (به انگلیسی: artifacts) مانند خزش نقطه‌ای را کاهش می‌دهند.
- پردازش سیگنال صوتی، از جمله تاخیر، لبه‌زنی، ترکیب مدل‌سازی فیزیکی و ترکیب موجبر دیجیتال. اگر تأخیر روی چند میلی‌ثانیه تنظیم شود، یک فیلتر شانه‌ای می‌تواند اثر امواج ایستای صوتی را در یک حفره استوانه ای یا در یک ریسمان ارتعاشی مدل کند.
- در نجوم، اختر-شانه نوید افزایش دقت طیف‌نگارهای موجود را نزدیک به صد برابر می‌دهد.

در صوت‌شناسی، فیلتر شانه‌ای می‌تواند به عنوان یک آلایه (به انگلیسی: artifact) ناخواسته ایجاد شود. به عنوان مثال، دو بلندگو که سیگنال یکسانی را در فواصل مختلف از شنونده پخش می‌کنند، یک اثر فیلترسازی شانه‌ای روی صدا ایجاد می‌کنند. در هر فضای بسته، شنوندگان مخلوطی از صدای مستقیم و صدای بازتابی را می‌شنوند. صدای بازتاب‌شده در مقایسه با صدای مستقیم، مسیر طولانی‌تر و تاخیردار را طی می‌کند و یک فیلتر شانه‌ای ایجاد می‌شود که این دو در شنونده با هم ترکیب می‌شوند.

## پیاده‌سازی
فیلترهای شانه ای به دو صورت پیش‌خوردی و بازخوردی وجود دارند. که اشاره به جهتی دارد که سیگنال‌ها قبل از اضافه‌شدن به ورودی تاخیردار، دارند.
فیلترهای شانه‌ای ممکن است در زمان گسسته یا زمان پیوسته پیاده‌سازی شوند که بسیار مشابه هستند.

### شکل پیش‌خوردی

ساختار فیلتر شانه‌ای پیش‌خوردی

ساختار کلی فیلتر شانه‌ای پیش‌خوردی با این معادله بازگشتی توصیف می‌شود:
{\displaystyle y[n]=x[n]+\alpha x[n-K]}
که {\displaystyle K} طول تأخیر است (در نمونه‌ها اندازه‌گیری می‌شود) و α یک ضریب مقیاس‌بندی است که برای سیگنال تاخیردار اعمال می‌شود. تبدیل z هر دو طرف معادله به دست می‌آید:
{\displaystyle Y(z)=\left(1+\alpha z^{-K}\right)X(z)}
تابع انتقال به صورت زیر تعریف می‌شود:
{\displaystyle H(z)={\frac {Y(z)}{X(z)}}=1+\alpha z^{-K}={\frac {z^{K}+\alpha }{z^{K}}}}

#### پاسخ فرکانس

پاسخ اندازه پیش خورد برای مقادیر مختلف مثبت و

پاسخ اندازه پیش‌خورد برای مقادیر مختلف منفی و

پاسخ فرکانسی یک سیستم زمان گسسته که در حوزه-z بیان می‌شود، با جایگزینی z = ejΩ به دست می‌آید؛ بنابراین، برای فیلتر شانه‌ای پیش‌خورد:
{\displaystyle H\left(e^{j\Omega }\right)=1+\alpha e^{-j\Omega K}}
با استفاده از فرمول اویلر، پاسخ فرکانسی نیز توسط
{\displaystyle H\left(e^{j\Omega }\right)={\bigl [}1+\alpha \cos(\Omega K){\bigr ]}-j\alpha \sin(\Omega K)}
اغلب مورد توجه پاسخ اندازه است که فاز را نادیده می‌گیرد. این چنین تعریف می‌شود:
{\displaystyle \left|H\left(e^{j\Omega }\right)\right|={\sqrt {\Re \left\{H\left(e^{j\Omega }\right)\right\}^{2}+\Im \left\{H\left(e^{j\Omega }\right)\right\}^{2}}}}
در مورد فیلتر شانه‌ای پیش‌خورد، این به صورت زیر است:
{\displaystyle \left|H\left(e^{j\Omega }\right)\right|={\sqrt {\left(1+\alpha ^{2}\right)+2\alpha \cos(\Omega K)}}}
جمله (۱ + α2) ثابت است، در حالی که عبارت ۲α cos(ΩK) به‌صورت متناوب تغییر می‌کند؛ بنابراین پاسخ اندازه فیلتر شانه‌ای دوره‌ای است.

#### پاسخ ضربه
فیلتر شانه‌ای پیش‌خوردی یکی از ساده‌ترین فیلترهای پاسخ ضربه محدود است. پاسخ آن صرفاً ضربه اولیه با یک ضربه دوم پس از تأخیر است.

### شکل بازخوردی

ساختار فیلتر شانه‌ای بازخوردی

به‌طور مشابه، ساختار کلی یک فیلتر شانه بازخورد با این معادله بازگشتی توصیف می‌شود:
{\displaystyle y[n]=x[n]+\alpha y[n-K]}
این معادله را می‌توان به گونه ای بازآرایی کرد که همه عبارت‌ها در {\displaystyle y} در سمت چپ قرار دارند و سپس تبدیل z را می‌گیرند:
{\displaystyle \left(1-\alpha z^{-K}\right)Y(z)=X(z)}
بنابراین تابع انتقال این است:
{\displaystyle H(z)={\frac {Y(z)}{X(z)}}={\frac {1}{1-\alpha z^{-K}}}={\frac {z^{K}}{z^{K}-\alpha }}}

#### پاسخ فرکانس

پاسخ اندازه بازخوردی برای مقادیر مختلف مثبت و

پاسخ اندازه بازخوردی برای مقادیر مختلف منفی و

جایگزینی z = ejΩ در عبارت حوزه-z برای فیلتر شانه‌ای بازخوردی:
{\displaystyle H\left(e^{j\Omega }\right)={\frac {1}{1-\alpha e^{-j\Omega K}}}}
پاسخ اندازه به شرح زیر است:
{\displaystyle \left|H\left(e^{j\Omega }\right)\right|={\frac {1}{\sqrt {\left(1+\alpha ^{2}\right)-2\alpha \cos(\Omega K)}}}}

#### پاسخ ضربه
فیلتر شانه‌ای بازخوردی یک نوع ساده از فیلتر پاسخ ضربه نامتناهی است. اگر پایدار باشد، پاسخ به سادگی شامل یک سری ضربه‌های تکراری است که در طول زمان دامنه آن کاهش می‌یابد.

### فیلترهای شانه‌ای زمان-پیوسته
فیلترهای شانه‌ای نیز ممکن است در زمان پیوسته اجرا شوند. شکل پیش‌خوردی را می‌توان با این معادله توصیف کرد:
{\displaystyle y(t)=x(t)+\alpha x(t-\tau )}
که در آن τ تأخیر است (در ثانیه اندازه‌گیری می‌شود). این تابع انتقال زیر را دارد:
{\displaystyle H(s)=1+\alpha e^{-s\tau }}
شکل پیشخوردی شامل تعداد نامتناهی صفر است که در امتداد محور jω توزیع‌شده.
شکل بازخوردی معادله زیر را دارد:
{\displaystyle y(t)=x(t)+\alpha y(t-\tau )}
و تابع انتقال زیر:
{\displaystyle H(s)={\frac {1}{1-\alpha e^{-s\tau }}}}
شکل بازخورد شامل تعداد نامتناهی قطب است که در امتداد محور jω توزیع‌شده.
پیاده‌سازی‌های زمان-پیوسته همهٔ ویژگی‌های پیاده‌سازی‌های زمان-گسسته مربوطه را به اشتراک می‌گذارند.